# Nasreddin v Buchare
Nasreddin v Buchare (Насреддин в Бухаре) è un film del 1943 diretto da Jakov Aleksandrovič Protazanov.